# Menelau d'Anea
Menelau d'Anea (en llatí Menelaus, en grec antic Μενέλαος) fou un filòsof grec natural d'Anea (Anaea) a Cària.
És esmentat per Esteve de Bizanci que diu que va ser no solament un filòsof peripatètic sinó també un gran historiador, però no en dona més detalls, i per això no se sap en quina època va viure ni es coneix res del seu pensament.